# Ibolya-forrás
Az Ibolya-forrás a Budai hegyek kevésbé ismert forrásainak egyike.

## Leírása
Az Alkony út és Csillagvölgyi út találkozásánál a Csillagvölgy völgyfőjében található kis erdő rejti. A századforduló idején még tábla jelezte, hogy itt védett forrás található. A kifolyójánál, egy paddal, tűzrakó hellyel, ellátott turista pihenő volt. Maga a forrás mintegy 20 méterrel feljebb található az eredetileg zárt kútházból egy vascső vezette a vizet az eredeti kifolyóhoz.

## Képgaléria

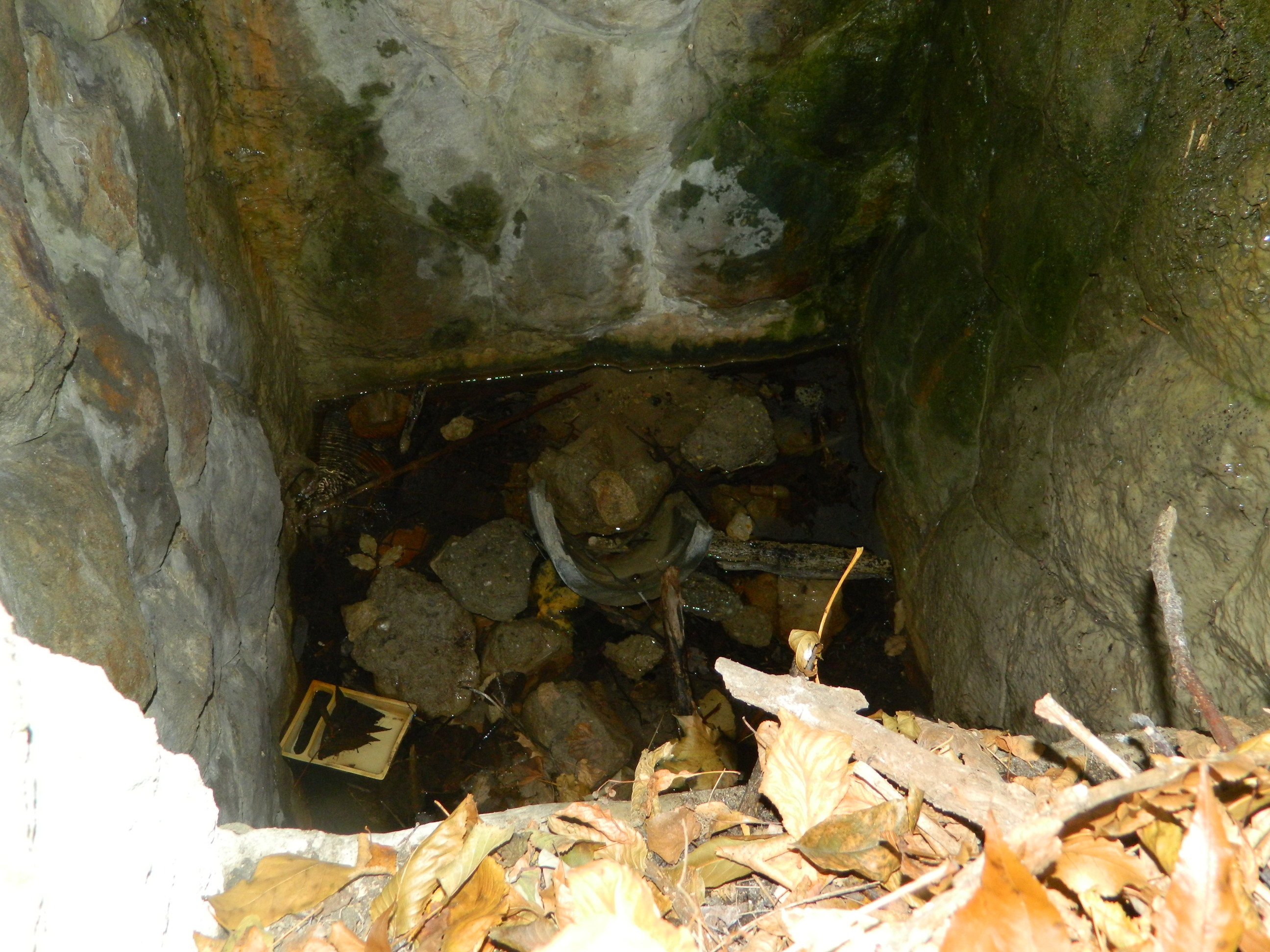
A forrás vize ívásra alkalmatlan, szennyezett
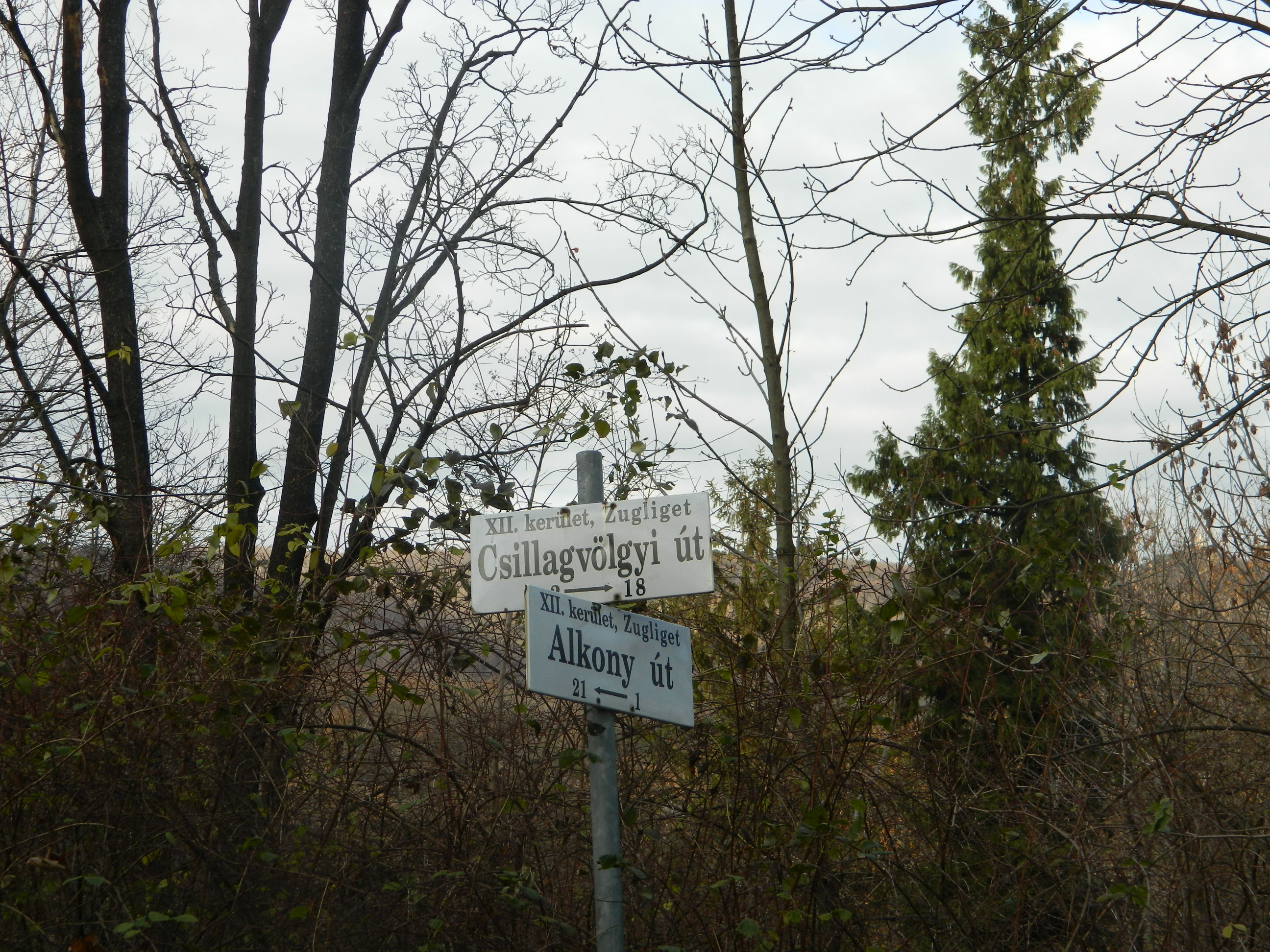
Az útjelző tábla mögötti bozótos rejti a védett forrást
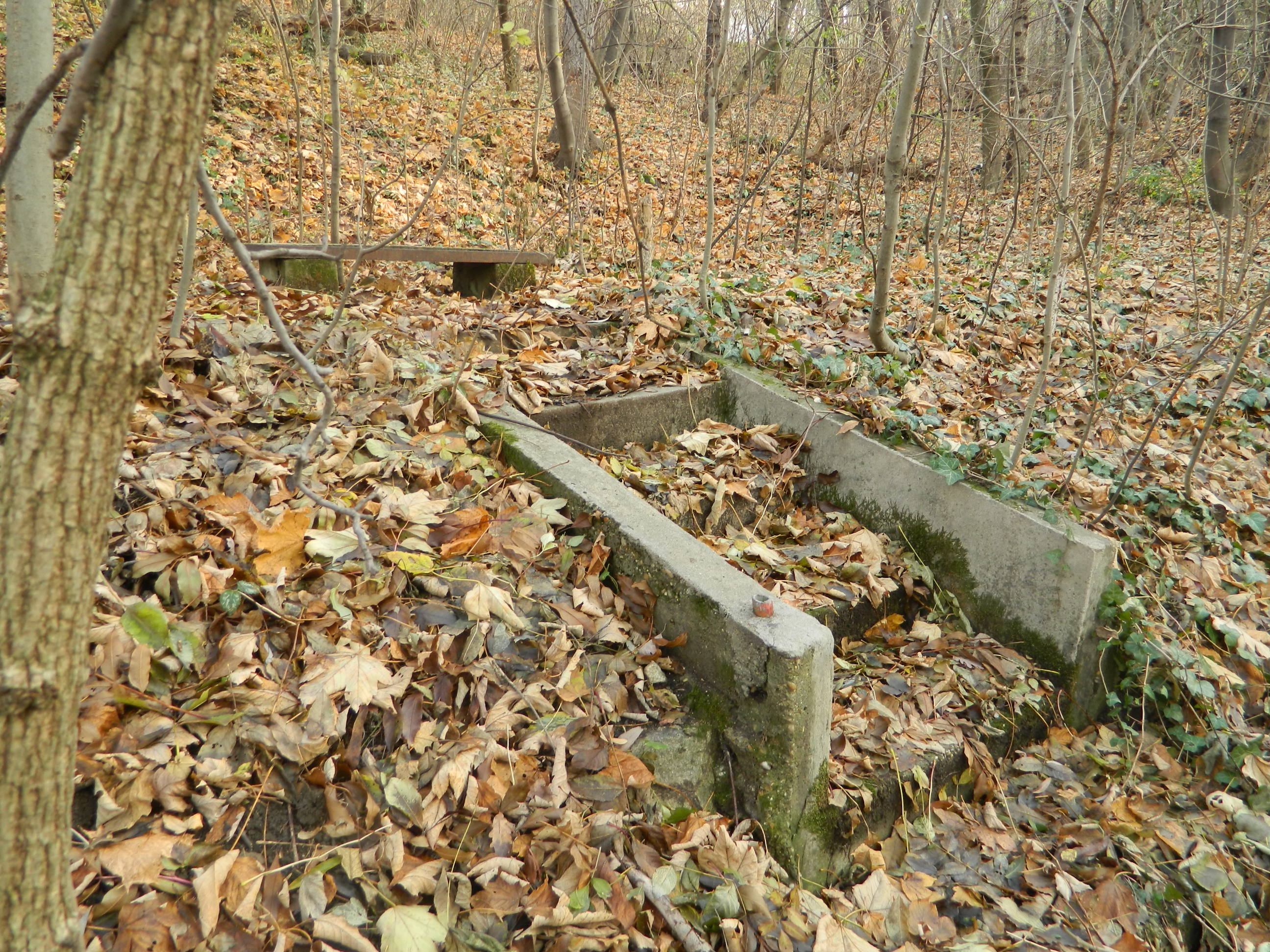
Itt valamikor turistapihenő volt